# Dème d'Inoúndas
Le dème d'Inoúndas, en grec moderne : Δήμος Οινούντος / Dímos Inoúndos, est un ancien dème du district régional de Laconie, en Grèce. Depuis 2010, il est fusionné au sein du dème de Sparte.
Selon le recensement de 2011, la population du dème compte 1 839 habitants.
Le dème tire son nom de la rivière éponyme (en), affluent de l'Eurotas.